# Pelourinho de Sortelha
O Pelourinho de Sortelha é um pelourinho localizado na freguesia de Sortelha, no município de Sabugal, distrito da Guarda, em Portugal.
Este pelourinho encontra-se classificado como Imóvel de Interesse Público desde 1933.
Este pelourinho foi construído no século XVI, em estilo manuelino. Assenta num soco de seis degraus octogonais. A coluna apresenta fuste octogonal e encontra-se desprovida de base, apresentando um capitel anelado de secção circular. Sobre o capitel assenta uma peça em forma de losango, mas com os lados curvos, em cima da qual se encontra outro capitel, também anelado e de secção circular, exibindo as armas reais. O remate compõe-se de um tabuleiro formado por peça de secção circular, decorada pela sobreposição de anéis com diâmetro crescente, onde assenta quatro colunelos bojudos. Ao centro destaca-se um quinto colunelo coroado por uma esfera armilar alongada.